# محمد توفيق بك بيرين
محمد توفيق بك بيرين (بالتركية: Mehmet Tevfik Biren)‏‏ (ولدَ في 1867، إسطنبول - توفي في 1956) هو سياسي عثماني، تولى منصب والي اليمن.

## مناصبه
تولى المناصب التالية:
- والي اليمن (1904–1905)
- والي سالونيك (1901–1902)